# BR24live
BR24live (jusqu'au 30 juin 2021: B5 plus) est une station de radio publique thématique allemande du groupe Bayerischer Rundfunk.

## Programme
Le programme de jusqu'au 30 juin 2021 est identique à celui de BR24. Le programme ne change que pour certaines émissions en direct de débats parlementaires du Bundestag et du Landtag de Bavière. Même certains événements sportifs, tels que les matches de football importants de la Ligue des champions, sont retransmis dans leur intégralité, s'ils ne le sont pas ou uniquement dans des sections du programme de BR24.

## Diffusion
BR24live ne peut être reçu que numériquement sur le DAB de la Bayerischer Rundfunk. BR24live peut également être reçu par satellite sur Astra 19.2 en standard DVB-S.

## Source de la traduction
- (de) Cet article est partiellement ou en totalité issu de l’article de Wikipédia en allemand intitulé « B5 plus » (voir la liste des auteurs).